# Уэлсли, Артур, 4-й герцог Веллингтон
Артур Чарльз Уэлсли, 4-й герцог Веллингтон (15 марта 1849 — 18 июня 1934) — британский аристократ и военный из рода Уэлсли. В 1900 году после смерти своего бездетного старшего брата Генри Уэлсли, 3-го герцога Веллингтона, Артур унаследовал титул и поместья герцога Веллингтона.

## Ранняя жизнь и карьера
Третий сын генерал-майора Лорда Чарльза Уэлсли (1808—1858) и Августы Софии Энн Пирпойнт (ум. 1893). Его дедом был знаменитый английский полководец Артур Уэлсли, 1-й герцог Веллингтон.
В 1861—1866 годах учился в Итонском колледже. После окончания колледжа Уэлсли стал военным. Он служил офицером в Гренадерском Гвардейском пехотном полку, самом старшем полку Гвардейской дивизии. Гвардейцы входили в состав пяти полков «Household Division», которые обеспечивали безопасность монарха. Служить в этом дивизионе была большая честь для каждого британского дворянина. 13 июня 1868 года Артур Чарльз Уэлсли получил чин прапорщика в этом элитном полку и лейтенанта в британской армии. 15 февраля 1871 года он стал лейтенантом полка и капитаном британской армии.

## Семья и дети
24 октября 1872 года он женился на Кэтлин Эмили Уильямс-Балкели (ум. 24 июня 1927), дочери капитана Роберта Гриффита Уильямса (1809—1865), брата сэра Ричарда Уильямса-Балкели, 10-го баронета, и Мэри Энн Гил (ум. 1894). У супругов было шесть детей:
- леди Эвелин Кэтлин Уэлсли (30 июля 1873 — 19 января 1922), муж (с 1900 года): Роберт Джеймс (1873—1960)
- Артур Чарльз Уэлсли, 5-й герцог Веллингтон (9 июня 1876 — 11 декабря 1941)
- капитан лорд Ричард Уэлсли (30 сентября 1879 — 29 октября 1914), жена (с 30 апреля 1908 года): Луиза Неста Памела Фицджеральд (1889—1946)
- подполковник Джеральд Уэлсли, 7-й герцог Веллингтон (21 августа 1885 — 4 января 1972)
- Эйлин Уэлсли (13 февраля 1887 — 31 октября 1952), муж (с 11 сентября 1916 года): капитан Катберт Юлиан Орде (ум. 1968)
- лорд Джордж Уэлсли (29 июля 1889 — 31 июля 1967), военный лётчик, жена (с 12 марта 1917 года): Луиза Неста Памела Фицджеральд (1889—1946)

## Дальнейшая жизнь и карьера
На протяжении всей своей военной карьеры Уэлсли не участвовал в боевых действиях. Он исполнял, в основном, церемониальные обязанности в «Household Division». 5 апреля 1879 года он получил чин капитана своего полка и подполковника британской армии, а 1 августа 1887 года стал майором своего полка и полковником британской армии.
8 июня 1900 года скончался его старший брат Генри Уэлсли (1846—1900), 3-й герцог Веллингтон (1884—1900), не оставив после себя потомства. Артур Чарльз Уэлсли унаследовал титулы: герцог Веллингтон, князь Ватерлоо, герцог де Сьюдад-Родриго и герцог да Виториа. Он также унаследовал в Лондоне Таун-хаус и Эпсли-хаус, родовое поместье Стратфилд Сайе с более чем 19 000 акров (7700 га) земли.
В 1900—1934 годах Артур Уэлсли, герцог Веллингтон, был членом Палаты лордов от партии консерваторов (тори). Он был также членом Мальборо-клуба, клуба лондонских джентльменов.
Герцогиня Веллингтон умерла 24 июня 1927 года в Эпсли-хаус и была похоронена 28 июня в Стратфилд Сайе. 85-летний герцог Веллингтон скончался 18 июня 1934 года в Бейсингстоке, графство Хэмпшир. Он был похоронен через три дня в Страфилд Сайе в Бейсингстоке (Хэмпшир) прародине герцогов Веллингтон. Его старший сын Артур унаследовал все родовые поместья и титулы.

## Награды
- Кавалер Большого Креста Королевского Викторианского Ордена (2 мая 1902, Великобритания)
- Кавалер Ордена Подвязки (8 августа 1902, Великобритания)
- Кавалер Большого Креста Ордена Карлоса III (Испания)
- Кавалер Большого Креста Ордена Башни и Меча (Португалия)